# 美留和駅
美留和駅（びるわえき）は、北海道川上郡弟子屈町字美留和にある北海道旅客鉄道（JR北海道）釧網本線の駅である。駅番号はB65。事務管理コードは▲111610。

## 歴史

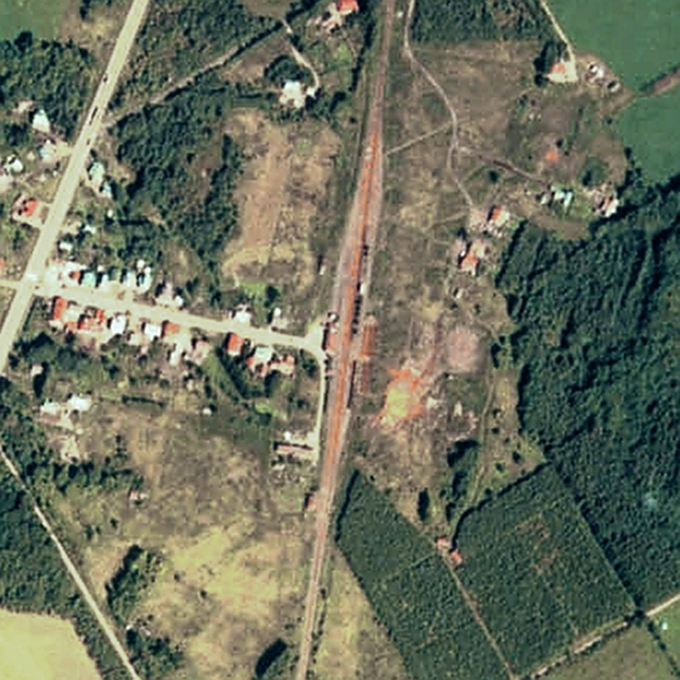
1977年の美留和駅と周囲約500m範囲。上が網走方面。千鳥式ホーム2面2線と駅裏側に副本線、駅舎横の網走側に貨物ホームと引込み線を有している。貨物列車が副本線に停車しているが、駅裏のストックヤードには扱う貨物の姿がない。
この後、貨物荷物取扱い廃止後に貨物線が全て撤去され、さらに無人化に伴い駅舎ホーム側に棒線化されると共に、撤去された相対側ホームの釧路端へ保線車両用の待機線が敷かれた。

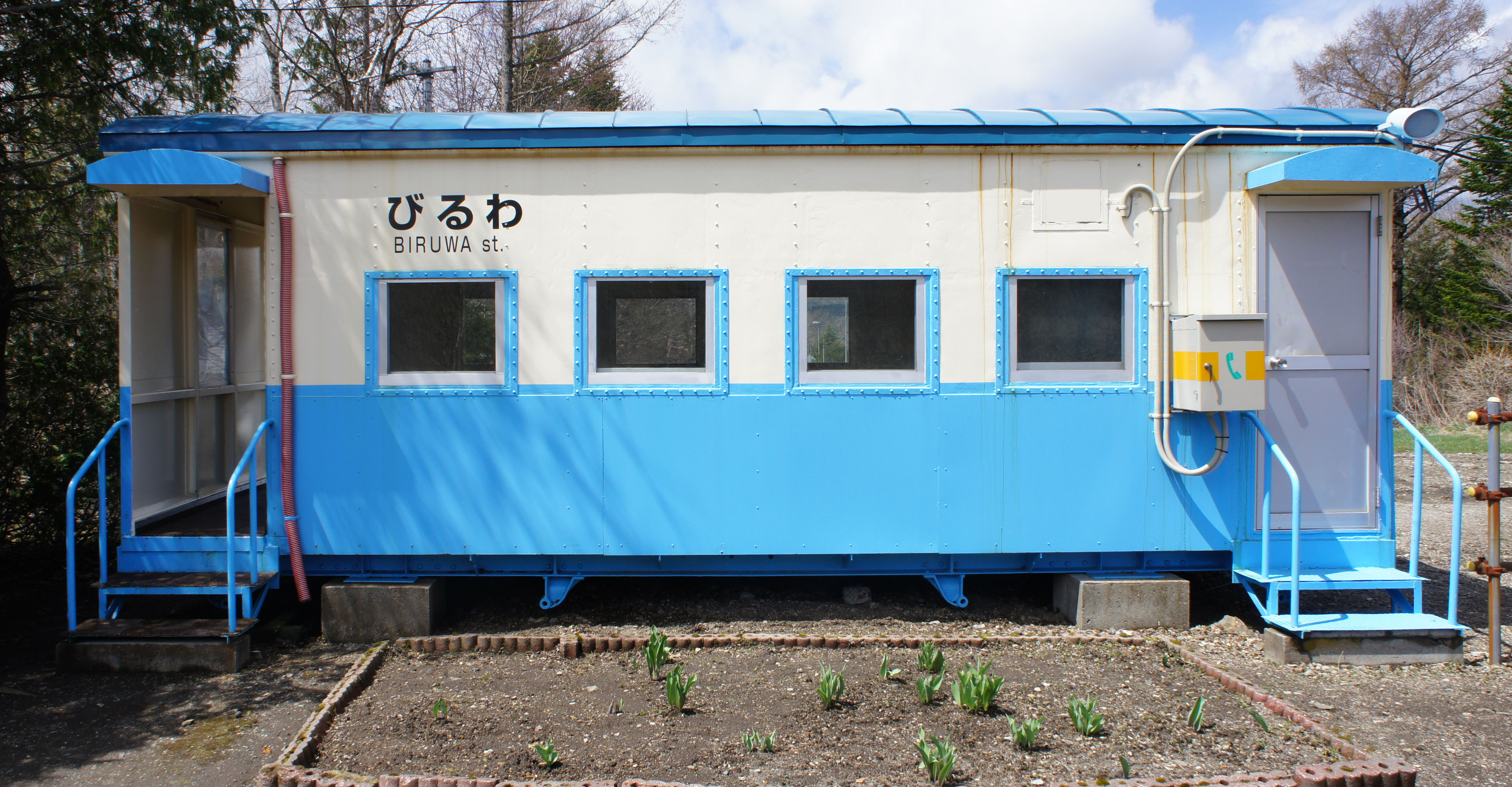
塗り直し前の駅舎（ホーム側）
（2018年5月）

- 1930年（昭和5年）8月20日：国有鉄道の駅として開業[3][4]。一般駅[1]。
- 1953年（昭和28年）：駅舎を改築[5]。
- 1979年（昭和54年）7月15日：貨物取扱い廃止[6]。
- 1984年（昭和59年）
  - 2月1日：荷物取扱い廃止[7]。
  - 3月1日：駅員配置終了[7]。簡易委託化。
- 1986年（昭和61年）10月13日：駅舎改築に伴い、既存駅舎の公開入札を実施[5]。
- 1987年（昭和62年）4月1日：国鉄分割民営化によりJR北海道に継承[1]。
- 1992年（平成4年）4月1日：簡易委託廃止、完全無人化。
- 2015年（平成27年）9月：駅舎の塗装を塗り直し。
- 2016年（平成28年）3月26日：快速「しれとこ」（現・しれとこ摩周号）が当駅に停車開始[8]。
- 2019年（令和元年）9月30日：駅舎の塗装を塗り直し[9][10]。

### 駅名の由来
所在地名より。アイヌ語に由来するが諸説あり特定しがたい。
由来となった語について、アイヌ文化研究者の更科源蔵は、現在の美留和山を「裂けた・山」を意味する「ペㇾケヌプリ（perke-nupri）」あるいは「ペㇾケイワ（perke-iwa）」と呼んでいたことから、そこから流れる小川が「ペㇾケイワナイ（perke-iwa-nay）」（裂けた・山の・川）と呼ばれ、それが「ペレイワナイ」「ペルア」と転訛し、現在の字が当てられたとする説を提唱し、1973年（昭和48年）に国鉄北海道総局が発行した『北海道　駅名の起源』でも同説が紹介されている。
このほか、岩中より清水が湧出していたことによる「ペルア（pe-rua）」（泉）や、「ペルワアンペッ」（泉がある川）などとする記述もある。

## 駅構造
単式ホーム1面1線の地上駅。旧上り本線が使われており、かつては下り本線（相対式ホーム）、副本線および貨物ホームを有していた。摩周駅管理の無人駅である。
現在は車掌車駅舎。旧駅舎は1986年（昭和61年）10月、駅舎の取り壊しを条件に公開入札が行われ、弟子屈町の建設会社社長によって落札・解体された。2015年（平成27年）9月に塗り直される前の駅舎、2019年（令和元年）9月に塗り直された後の駅舎は弟子屈町立美留和小学校の児童によって描かれたものである。待合室はクラブ活動の研究発表掲示、周辺の花壇整備など、美留和小学校児童の手により維持活性化が行われている。

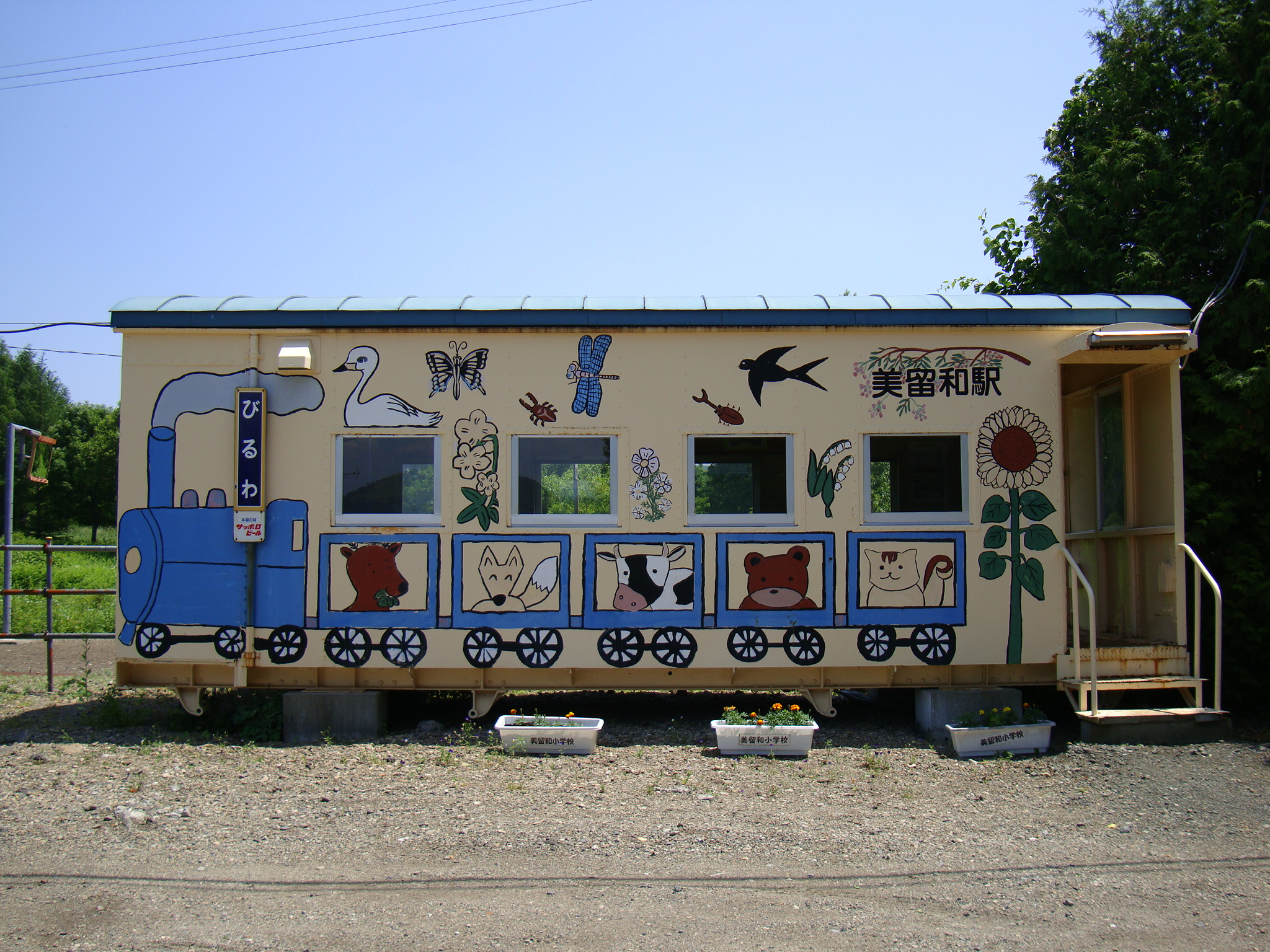
2015年9月までの駅舎（2009年7月）
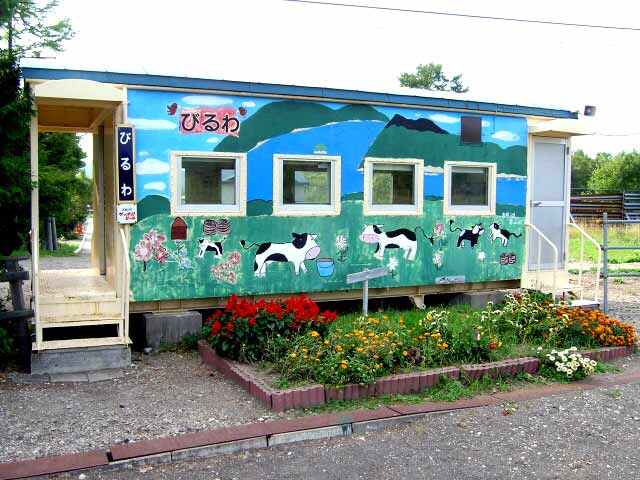
2015年9月までの駅舎（ホーム側） （2004年9月）
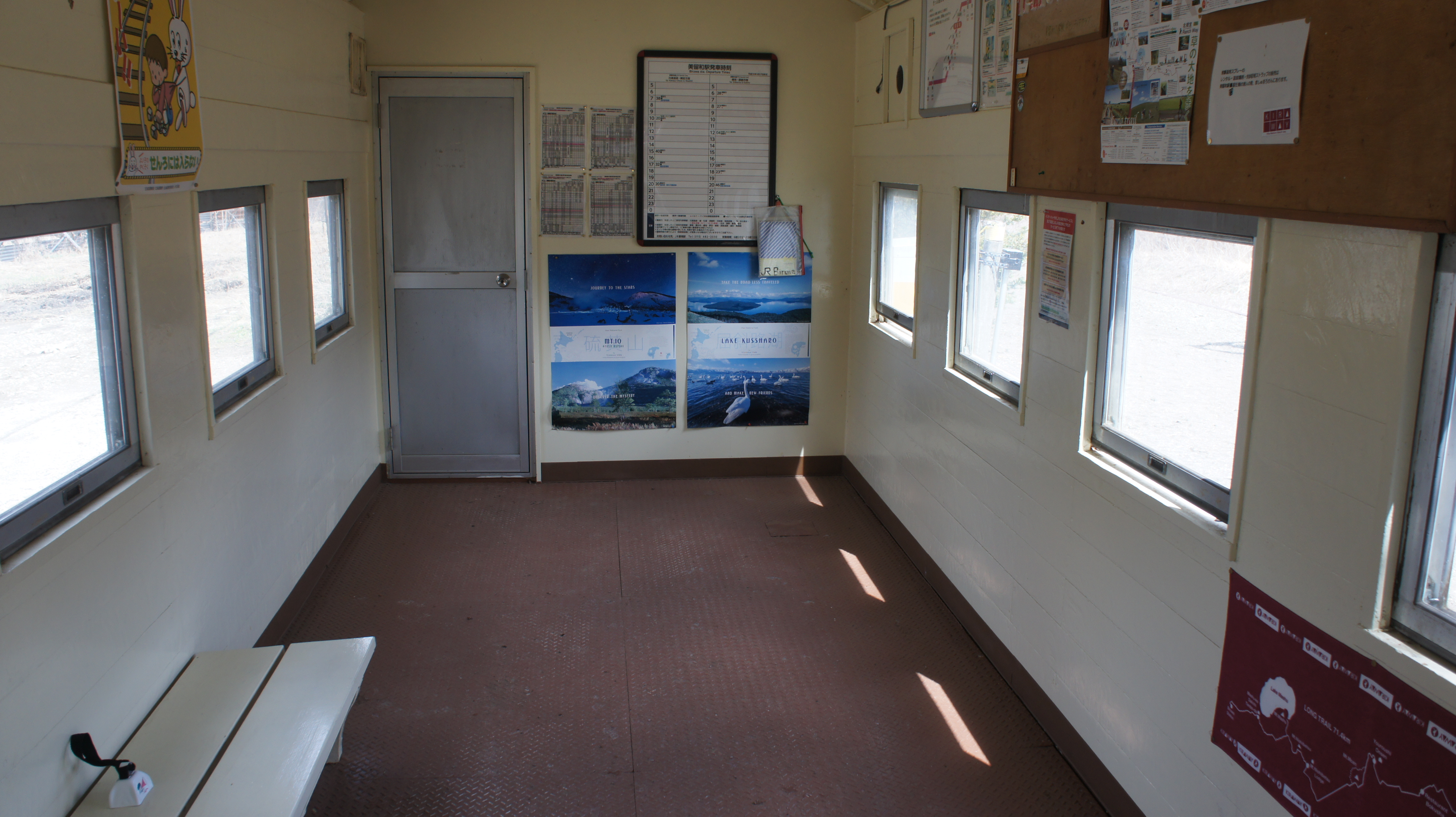
待合室（2018年5月）
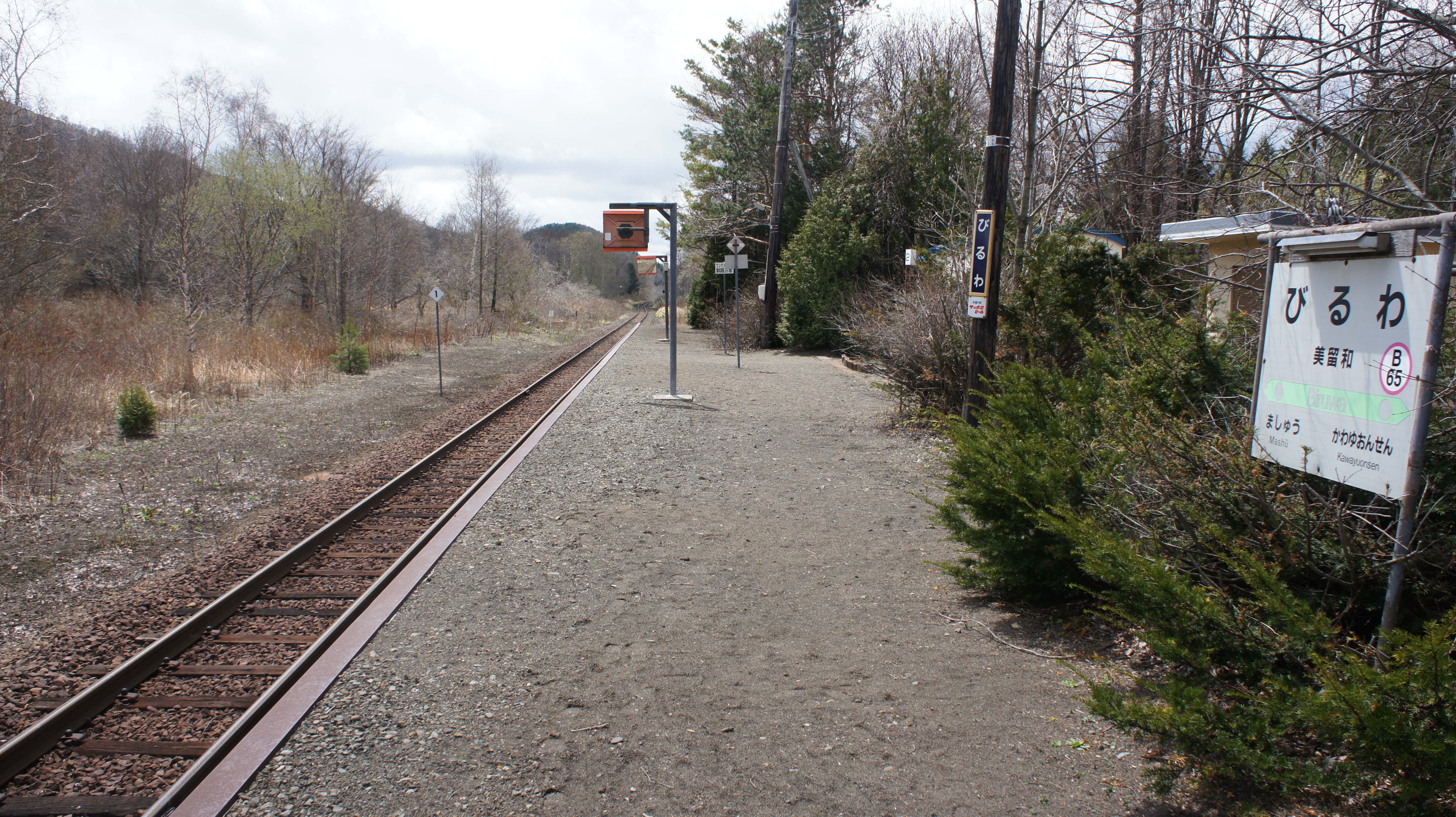
ホーム（2018年5月）
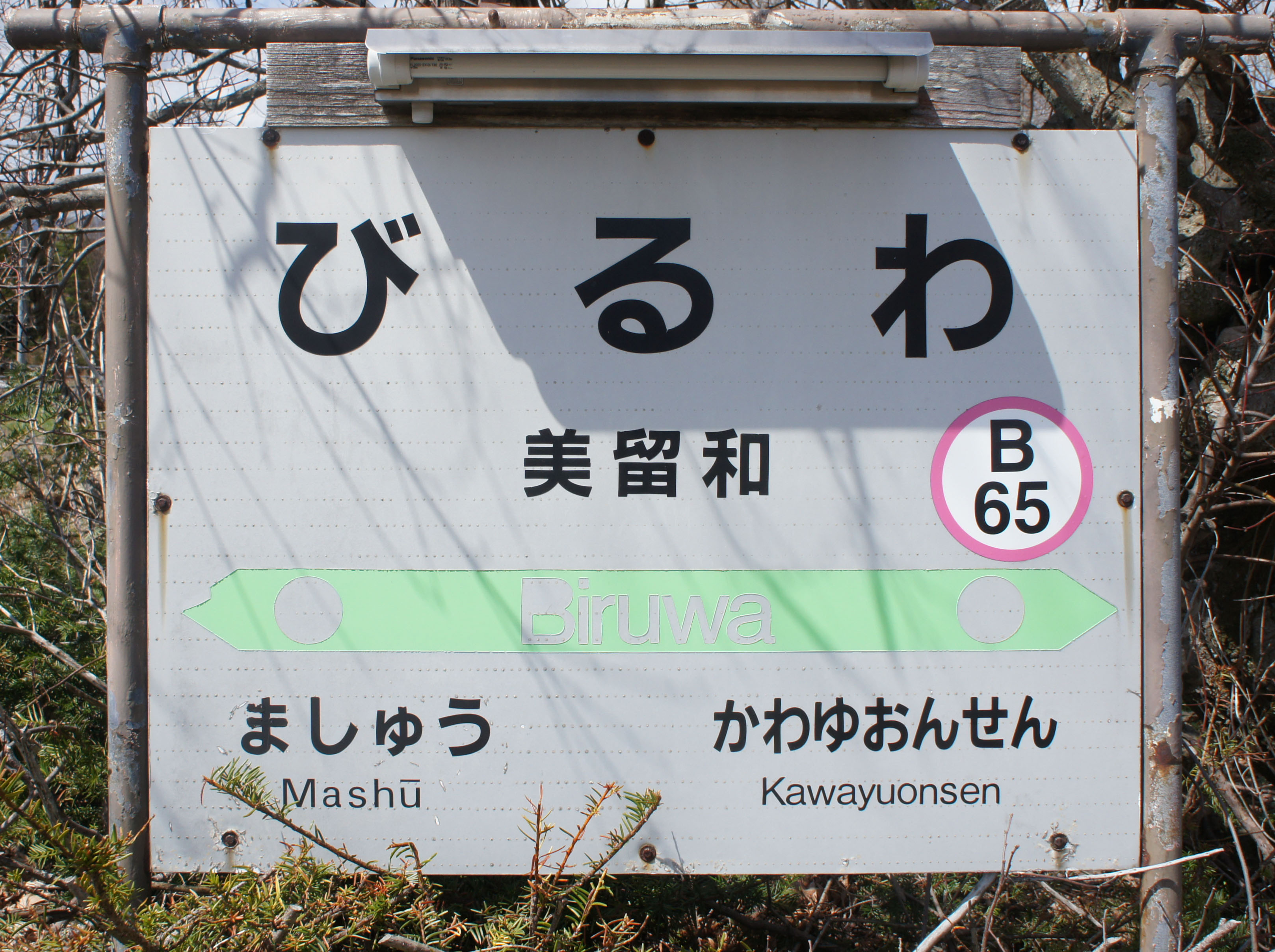
駅名標（2018年5月）

## 利用状況
乗車人員の推移は以下のとおり。年間の値のみ判明している年については、当該年度の日数で除した値を括弧書きで1日平均欄に示す。乗降人員のみが判明している場合は、1/2した値を括弧書きで記した。
また、「JR調査」については、当該の年度を最終年とする過去5年間の各調査日における平均である。
| 年度               | 乗車人員 | 乗車人員 | 乗車人員 | 出典       | 備考 |
| 年度               | 年間     | 1日平均  | JR調査   | 出典       | 備考 |
| ------------------ | -------- | -------- | -------- | ---------- | ---- |
| 1978年（昭和53年） |          | 59       |          | [ 16 ]     |      |
| 2016年（平成28年） |          |          | 3.4      | [ JR北 1 ] |      |
| 2017年（平成29年） |          |          | 3.8      | [ JR北 2 ] |      |
| 2018年（平成30年） |          |          | 3.2      | [ JR北 3 ] |      |
| 2019年（令和元年） |          |          | 2.4      | [ JR北 4 ] |      |
| 2020年（令和02年） |          |          | 2.2      | [ JR北 5 ] |      |
| 2021年（令和03年） |          |          | 2.0      | [ JR北 6 ] |      |
| 2022年（令和04年） |          |          | 2.2      | [ JR北 7 ] |      |
| 2023年（令和05年） |          |          | 2.2      | [ JR北 8 ] |      |

## 駅周辺
駅から国道391号沿いにかけて美留和の集落がある。
- 弟子屈町立美留和小学校
- 美留和郵便局
- 阿寒バス「美留和」バス停[17]

## 隣の駅
北海道旅客鉄道（JR北海道）
■釧網本線
川湯温泉駅 (B66) - 美留和駅 (B65) - 摩周駅 (B64)バス路線

## バス路線
大鵬相撲記念館前(川湯温泉)、摩周営業所  行[阿寒バス]

### JR北海道
1. ↑  「釧網線（東釧路・網走間）」（PDF）『線区データ（当社単独では維持することが困難な線区）』、北海道旅客鉄道、2017年12月8日。オリジナルの2017年12月9日時点におけるアーカイブ。2017年12月10日閲覧。
2. ↑  「釧網線（東釧路・網走間）」（PDF）『線区データ（当社単独では維持することが困難な線区）(地域交通を持続的に維持するために)』、北海道旅客鉄道株式会社、3頁、2018年7月2日。オリジナルの2018年8月19日時点におけるアーカイブ。2018年8月19日閲覧。
3. ↑  “釧網線（東釧路・網走間）” (PDF). 線区データ（当社単独では維持することが困難な線区）(地域交通を持続的に維持するために).   北海道旅客鉄道. p. 3 (2019年10月18日). 2019年10月18日時点のオリジナルよりアーカイブ。2019年10月18日閲覧。
4. ↑  “釧網線（東釧路・網走間）” (PDF). 地域交通を持続的に維持するために > 輸送密度200人以上2,000人未満の線区（「黄色」8線区）.   北海道旅客鉄道. p. 3 (2020年10月30日). 2020年11月2日時点のオリジナルよりアーカイブ。2020年11月2日閲覧。
5. ↑  “駅別乗車人員  特定日調査（平日）に基づく”.   北海道旅客鉄道. 2022年8月3日時点のオリジナルよりアーカイブ。2022年8月14日閲覧。
6. ↑  “駅別乗車人員  特定日調査（平日）に基づく”.   北海道旅客鉄道. 2022年9月3日時点のオリジナルよりアーカイブ。2022年9月3日閲覧。
7. ↑  “駅別乗車人員  特定日調査（平日）に基づく”.   北海道旅客鉄道. 2023年11月10日時点のオリジナルよりアーカイブ。2023年11月10日閲覧。
8. ↑  “駅別乗車人員  特定日調査（平日）に基づく”.   北海道旅客鉄道 (2024年). 2024年9月9日時点のオリジナルよりアーカイブ。2024年9月9日閲覧。